# 埃乌皮利奥
埃乌皮利奥（義大利語：Eupilio）是意大利科莫省的一个市镇。总面积6平方公里，人口2776人，人口密度462.7人/平方公里（2009年）。ISTAT代码为013097。